# Simeone Tagliavia d’Aragonia
Simeone Tagliavia d’Aragonia (ur. 20 maja 1550 w Castelvetrano, zm. 20 maja 1604 w Rzymie) – włoski kardynał.

## Życiorys
Urodził się 20 maja 1550 roku w Castelvetrano, jako syn Carla Tagliavia d'Aragoni i Margherity Ventimiglii. Studiował na Uniwersytecie Alcalá de Henares, gdzie uzyskał doktoraty z filozofii i teologii. 12 grudnia 1583 roku został kreowany kardynałem diakonem i otrzymał diakonię Santa Maria degli Angeli. 9 grudnia 1592 roku został podniesiony do rangi kardynała prezbitera i otrzymał kościół tytularny Sant’Anastasia. 17 czerwca 1602 roku został podniesiony do rangi kardynała biskupa i otrzymał diecezję suburbikarną Albano. 21 lipca przyjął sakrę. Zmarł 20 maja 1604 roku w Rzymie.